# Матвеенко, Владимир Николаевич
Матвеенко Владимир Николаевич (род.13 декабря 1946, с. Михайловка, Вольнянский район, УССР, СССР) — российский химик, доктор химических наук, профессор по кафедре коллоидной химии химического факультета МГУ имени М. В. Ломоносова с 1 октября 1997 г.

## Биография
Владимир Николаевич родился в семье военного и учительницы в селе Михайловка Запорожской области. Первые два года жил в Белостоке, затем, после демобилизации Николая Афанасьевича, семья переехала в Коломну к деду Владимира Николаевича по материнской линии.
	Окончил 11 классов в школе №11 города Коломна в 1965 году. Затем окончил Коломенский государственный педагогический институт . Его преподавателем был профессор А. И. Китайгородский, который и посоветовал ему поступить в этот институт, а затем предлагал продолжить обучение у него в аспирантуре. Однако, когда пришло время подавать документы, А. И. Китайгородского отстранили от работы с аспирантами, поэтому в 1972 году Владимир Николаевич пришёл на кафедру коллоидной химии на химическом факультете МГУ . Через несколько месяцев, получив место лаборанта, перевелся на заочную аспирантуру, а затем стал младшим научным сотрудником.

## Научная деятельность
Стал кандидатом химических наук в 1976 году, доктором химических наук в 1993 году. Тема кандидатской диссертации «Влияние поверхностно-активных жидких сред на пластическую деформацию монокристаллов нафталина». Тема докторской диссертации «Коллоидно-химические основы регулирования поверхностных явлений в жидких кристаллах и свойств микроэмульсионных систем» . В 1977 году получил звание профессор.
Изначально Владимир Николаевич занимался молекулярными кристаллами под руководством А. И. Китайгородского — измерял тензор Грюнайзена. Данная тема позже трансформировалась в кандидатскую работу на кафедре коллоидной химии. После семинаров академика Б. К. Вайнштейна в институте кристаллографии заинтересовался проблемами жидких кристаллов: изучал свойства молекул, обладающих дипольным моментом и позволяющих создать визуализирующие устройства. Защитил на эту тему докторскую диссертацию . Затем Владимир Николаевич довольно часто менял темы своих научных работ, потому что считал это расширением кругозора. В итоге занимался парафинообразованием в нефтяных системах, улучшением коэффициента вытеснения нефти разными способами — это была задача государственного уровня. В научной группе под его руководством изучены структурные и фазовые переходы в многокомпонентных системах «углеводород — вода — ПАВ — низкомолекулярный спирт — соляная кислота» при варьировании температур. Разработаны реагент и технология воздействия солянокислотной микроэмульсией на пермокарбоновые пласты месторождений в республике Коми, проведены промышленные испытания и внедрение технологии в нефтяное производство (патент № 1743252 «Состав микроэмульсий для обработки призабойной зоны пласта») . Изучено влияние мицеллообразующих и высокомолекулярных ПАВ, а также депрессорные свойства различных отечественных и импортных присадок на структурообразование и реологические свойства высокопарафинистой нефти и возможность их регулировании как со стороны нефтяной фазы, так и водной . В последние годы изучались па́ры трения: возможности снижения коэффициента трения путем введения смазки и за счет изменения трущейся поверхности — это является областью трибологических исследований.

## Патенты, публикации
Результатами многолетней научной деятельности Владимира Николаевича являются 11 патентов, 334 статьи в российских и иностранных журналах, 17 книг, 139 докладов и 135 тезисов докладов на конференциях и руководство в 3 дипломных работах.

## Награды, премии, звания
- На сегодняшний момент Владимир Николаевич имеет 13 наград и премий: несколько медалей Международного салона изобретений и новых технологий «NEW TIME» (2013, 2014, 2015, 2016, 2017) и Специальный приз Европейского сообщества изобретателей (2014).
- В. Н. Матвеенко награждён Почетной грамотой Министерства образования и науки РФ, имеет почетное звание «Заслуженный профессор Московского университета» (2008), является Ветераном труда.
- За многолетнюю плодотворную научно-педагогическую деятельность на благо Московского университета приказом ректора профессору химического факультета Владимиру Николаевичу Матвеенко объявлена благодарность.

## Административная и общественная деятельность
- Являлся заместителем заведующего кафедрой коллоидной химии в 1983—2008 годах.
- Работал в приемной комиссии химического факультета.
- Создал доску памяти участников Великой Отечественной войны на химическом факультете.

## Педагогическая деятельность
- Ведет курс общей коллоидной химии в 412 группе химического факультета МГУ.
- С 1990 по 2015 год преподавал в лицее № 1535 г. Москвы.
- Читает несколько спецкурсов на кафедре коллоидной химии, а также курсы для аспирантов кафедр физической химии, энзимологии, нефтехимии.

## Семья
Жена Владимира Николаевича также окончила физический факультет Коломенского педагогического института. На сегодняшний день у них двое сыновей и шестеро внуков.

## Увлечения, хобби
Наукой начал заниматься в студенческие годы и посвящал ей все свободное от спорта время. Является мастером спорта по равнинным лыжам, имеет 1 разряд по волейболу, занимался хоккеем и другими видами спорта, но большой страстью в жизни стали горные лыжи, на которых до сих пор катается. Так же окончил музыкальную школу по классу фортепиано, однако в оркестре играл на саксофоне.